# Шапиро, Яков Нохимович
Я́ков Но́химович Шапи́ро (1865 — ?) — купец, депутат Государственной думы II созыва от Курляндской губернии.

## Биография
Еврей, иудейского вероисповедания, сын виндавского купца 1-й гильдии Нохима Лейбовича Шапиро. Учился в Либавской гимназии, в Московском, затем в Юрьевском университетах. Купец 1-й гильдии, лесоторговец. Помещал в местной прессе статьи по вопросам социальной политики. Член Конституционно-демократической партии.
B 1907 году избран во II Государственную думу от общего состава выборщиков Курляндского губернского избирательного собрания. Входил в Конституционно-демократическую фракцию. Член комиссий: о свободе совести, по народном образованию.
Эмигрировал в Англию, где был жив вплоть до Второй мировой войны, когда  подвергся бомбардировке в Лондоне.
Дальнейшая судьба неизвестна.